# Източен чинар
Източният чинар (Platanus orientalis) е вид покритосеменни растения от род Чинар (Platanus). Представителите му са много големи листопадни дървета, разпространени на Балканите и в Близкия изток. Отглежда се и като декоративно растение в много райони с умерен климат.